# Pierric

Pierric este o comună în departamentul Loire-Atlantique, Franța. În 2009 avea o populație de 918 de locuitori.